# Kreuzwendedich
Kreuzwendedich is een Duitse mannelijke voornaam, die aan zonen gegeven werd om hen tegen onheil te beschermen, als hun broers of zusters waren overleden. Dit gebruik is in Duitsland in een aantal adellijke families standaard geworden na de Dertigjarige Oorlog, vanwege de gruwelijkheden in deze oorlog waarbij in delen van Duitsland (Brandenburg, Pommeren) bijna de helft van bevolking was overleden.
Tegenwoordig is het gebruik van deze voornaam zeer ongebruikelijk.
In een Nederlandse tak van de familie Von dem Borne is deze naam onderdeel geworden van de achternaam, waarbij aan de naam Kreuzwendedich een letter t is toegevoegd: Kreutzwendedich von dem Borne.
Bekende naamdragers:
- Kurt Gotthilf Kreuzwendedich von dem Borne (1857–1933), Duits officier
- Max Paul Gustav Kreuzwendedich von dem Borne (1826–1894), Duits viskweker
- Georg Kreuzwendedich Freiherr von Rheinbaben (1855–1921), Pruissisch politicus
- Rochus Albrecht Kreuzwendedich von Rheinbaben (1893–1937), Duits diplomaat, politiek activist en schrijver
- Gerhard Kreuzwendedich Todenhöfer (1913–1973), Duits industrieel en Nationaal Socialistische functionaris